# Jean-Claude Lemoult
Jean-Claude Lemoult, född den 28 augusti 1960 i Neufchâteau, Frankrike, är en fransk fotbollsspelare som tog OS-guld i fotbollsturneringen vid de olympiska sommarspelen 1984 i Los Angeles.